# Apparato metanefridiale
L'apparato metanefridiale è un sistema di organi escretori necessario per l'eliminazione dei cataboliti, le sostanze di rifiuto prodotte dall'attività metabolica delle cellule.
L'apparato metanefridiale è l'evoluzione dell'apparato protonefridiale, si sviluppa a partire dagli anellidi grazie alla presenza di un celoma vero e proprio. Con la presenza di un celoma mesodermico sviluppato, si sviluppa notevolmente un apparato circolatorio con due sistemi di distribuzione e quindi con compiti diversi: il celoma che presenta vie di comunicazione con l'esterno raccoglie sostanze che andranno a finire all'esterno come gameti ed escreti; l'apparato circolatorio distribuisce i nutrienti e gli scambi gassosi. Questi due sistemi non di rado si scambiano i compiti soprattutto per quanto riguarda gli scambi gassosi.